# Вебб (Алабама)
Вебб (англ. Webb) — місто (англ. town) в США, в окрузі Г'юстон штату Алабама. Населення — 1270 осіб (2020).

## Географія
Вебб розташований за координатами 31°15′27″ пн. ш. 85°17′22″ зх. д. / 31.25750° пн. ш. 85.28944° зх. д. (31.257605, -85.289379).  За даними Бюро перепису населення США в 2010 році місто мало площу 29,53 км², уся площа — суходіл.

## Демографія
Згідно з переписом 2010 року, у місті мешкало 1430 осіб у 544 домогосподарствах у складі 391 родини. Густота населення становила 48 осіб/км².  Було 616 помешкань (21/км²).
Расовий склад населення:
| - 74,8 % — білих - 18,7 % — чорних або афроамериканців - 0,7 % — корінних американців - 0,3 % — азіатів - 4,0 % — осіб інших рас |

До двох чи більше рас належало 1,5 %. Частка іспаномовних становила 6,2 % від усіх жителів.
За віковим діапазоном населення розподілялося таким чином: 24,0 % — особи молодші 18 років, 62,4 % — особи у віці 18—64 років, 13,6 % — особи у віці 65 років та старші. Медіана віку мешканця становила 39,1 року. На 100 осіб жіночої статі у місті припадало 98,6 чоловіків;  на 100 жінок у віці від 18 років та старших — 96,2 чоловіків також старших 18 років.
Середній дохід на одне домашнє господарство  становив 50 936 доларів США (медіана — 35 375), а середній дохід на одну сім'ю — 61 731 долар (медіана — 47 969). Медіана доходів становила 35 500 доларів для чоловіків та 30 156 доларів для жінок. За межею бідності перебувало 18,7 % осіб, у тому числі 31,3 % дітей у віці до 18 років та 9,3 % осіб у віці 65 років та старших.
Цивільне працевлаштоване населення становило 517 осіб. Основні галузі зайнятості: освіта, охорона здоров'я та соціальна допомога — 21,5 %, роздрібна торгівля — 18,8 %, виробництво — 13,9 %, транспорт — 11,8 %.